# Eugenio Gómez Mir
Pour les articles homonymes, voir Gómez et Mir.
Eugenio Gómez Mir, né à Grenade en 1877 et mort en 1938 dans cette même ville, est un peintre espagnol de la fin du XIXe et du début du XXe siècle. Il est connu pour son œuvre au style moderniste (Art nouveau).
Son travail se divise en deux périodes. À ses débuts, il réalise des aquarelles sur papier. Plus tard, son œuvre se caractérise par l'huile sur carton.
Ses principales créations sont inspirées des paysages de la région de Grenade : Jardines Altos del Generalife, Paisaje de la Alpujarra (exposé au Musée des Beaux-Arts de Grenade) ou La torre del castillo, par exemple.
Il a également peint des natures mortes qui représentent du gibier, des fruits, des fleurs, des ustensiles de table ou des antiquités.
Une plaque commémorative lui rend hommage près de l'Alhambra.